# Wellenbach
Der Wellenbach ist ein auf dem Hauptstrang 20 km langes Gewässer dritter Ordnung im Landkreis Pfaffenhofen a.d. Ilm in Bayern.

## Name
Das Gewässer trägt auf seinem Lauf verschiedene Namen. In der Regel wird es ab dem Vohburger Gemeindegebiet als Wellenbach bezeichnet. Weitere Bezeichnungen, vor allem für die oberen und mittleren Abschnitte, sind: Moosgraben (vor allem im Bereich des Feilenmooses), Rother und Rotherngraben (Ernsgaden). Gelegentlich wird das Gewässer auch schon im Feilenmoos als Wellenbach bezeichnet.

## Verlauf
Der Hauptstrang des Wellenbachs entspringt als Moosbach im Wald zwischen Fahlenbach im Südwesten und dem Ortsteil Hög von Reichertshofen im Waldgewann Hög neben der Bahnstrecke München–Treuchtlingen auf etwas unter 405 m ü. NHN. Der Bach fließt zunächst nordwestlich, tritt aus dem Wald aus und trennt dann die beiden Siedlungsteile von Hög. Dann passiert er Dörfl und läuft an der Högermühle vorbei. Daraufhin wendet er sich nach Norden und durchquert im Westen den südlichen Feilenforst. Jenseits schwenkt er vor den Brandseen auf Ostnordostlauf und hält sich an die Grenze zwischen dem großen Waldgebiet rechts und dem Standortübungsplatz im Feilenmoos links. Nachdem er dieses Militärgelände ganz passiert hat, erreicht er auf etwa 367 m ü. NHN die Stelle, ab der er auch Wellenbach genannt wird.
Hier zweigt nach links ein Ast ab, der, nachdem er sich selbst auf Nordnordostkurs begeben hat und beide die St 2335  von Geisenfeld nach Manching unterquert haben, wieder zurückläuft. Nun läuft er auf einem schmalen Geländestreifen zwischen einigen Seen im Feilenmoos weiter, um danach in den nördlichen Teil des Feilenforstes einzutreten. Sobald darin der Ottergraben von links nordöstlich zugelaufen ist, zieht er selbst in dieser Richtung weiter. Wenig vor dem Wechsel in die Flur bei Ernsgaden quert ihn noch die B 16. Nach dieser steht er auf etwa 359 m ü. NHN und wird nun allgemein Wellenbach genannt. Er läuft am Sportgelände zwischen dem Wohnsiedlungsteil Ernsgadens und seinem Gewerbegebiet hindurch und quert die Bahnstrecke Regensburg–Ingolstadt. Westlich des Ortsteils Rockolding von Vohburg an der Donau hat er nun seine ersten stärkeren Schlingen.
Nachdem er die Irschinger Südumgehung PAF 17 gequert hat, läuft ihm gleich am Rande eines Baggersees die Irschinger Ach von Westen zu, sein größter Nebenfluss, der hier sein Einzugsgebiet um mehr als die Hälfte vergrößert. In ihrer Mündungsrichtung fließt er nun nurmehr einen starken halben Kilometer weiter und vereint sich dann auf etwa 355 m ü. NHN mit dem Flutkanal der Ilm, der weniger als einen Kilometer weiter südlich von dieser nach links abzweigt, am Westrand von Vohburg selbst zur Kleinen Donau, welche ostnordöstlich durch Vohburg und dann im rechten Auenwald des Stromes läuft, um dann nach weiteren 8,1 km in die Donau zu münden.

## Zuflüsse und Einzugsgebiet
Der Wellenbach nimmt zahlreiche kleine Bäche aus dem Feilenmoos und dem Feilenforst sowie aus dem an Quellen reichen Gebiet um Geisenfeld auf, so etwa von rechts den Höckenbach gegenüber dem Standortübungsplatz, der nahe der B 300 im Feilenforst entspringt. Zusammen mit vor allem seinem größten Zufluss Irschinger Ach entwässert der Wellenbach fast 103 km² des Landkreises Pfaffenhofen an der Ilm zwischen den Unterläufen der südlichen Donauzuflüsse Paar und Ilm, was zusammen mit dem Wasser der linken Ableitung des Flutkanals aus der Ilm die Kleine Donau in Vohburg oft Hochwasser führen lässt.